# Циганська ділянка
Циганська ділянка — ботанічна пам'ятка природи місцевого значення в Україні. Розташована в Чортківському районі Тернопільської області, поблизу села Цигани, у лісовому урочищі «Скала-Подільська». 
Площа — 12,5 га. Утворена рішенням Тернопільської обласної ради від 15 грудня 2011 року. Перебуває у віданні Державного підприємства «Чортківське лісове господарство» (Скала-Подільське лісництво, кв. 72, вид. 11). 
Створено з метою охорони та збереження місць зростання підсніжника білосніжного, виду, занесеного до Червоної книги України.